# Světlík
Světlík (deutsch Kirchschlag; in älterer Zeit Lichtenwerd) ist eine Gemeinde im Okres Český Krumlov in Tschechien. Sie liegt etwa zehn Kilometer südwestlich von Český Krumlov.

## Geographie
Světlík befindet sich in den nordöstlichen Ausläufern des Böhmerwaldes, zentral im großen Moldaubogen. Der Ort liegt südlich über dem Tal des Strážný potok. Nordwestlich erhebt sich der 868 m hohe Kraviná, südöstlich die 823 m hohe Křížová hora (Kreuzberg). Sieben Kilometer westlich liegt der Moldaustausee.
Nachbarorte sind Kladenské Rovné (Kladener Ruben) im Norden, Slavkov (Lagau) und Větřní im Nordosten, Bohdalovice im Nordosten, Suš (Tusch) und Zátoň im Osten, Blatná im Süden, Milná (Mühlnöd) und Kovářovy im Südwesten, Muskov und Černá v Pošumaví im Westen und Hořice na Šumavě im Nordwesten.

### Gemeindegliederung
Für die Gemeinde Světlík sind keine Ortsteile ausgewiesen. Grundsiedlungseinheiten sind Dvořetín (Klein Uretschlag), Pasovary (Passern), Světlík (Kirchschlag) und Velké Strážné (Groß Drossen). Zu Světlík gehören außerdem die Einschichten Štokov (Stoker Hof) und U Mlýna (Gaymühle). Auf dem Gemeindegebiet befinden sich zudem die Wüstungen Bedřichov (Friedrichsau), Černíkov (Groß Uretschlag), Čert v lese (Teufl im Wald), Malá Strašeň (Kleindrossen), Svánkov (Reith) und Vysoká (Hohenschlag).
Das Gemeindegebiet gliedert sich in die Katastralbezirke Dvořetín, Pasovary, Světlík und Velké Strážné.

### Nachbargemeinden
|                  | Hořice na Šumavě                            |             |
| Černá v Pošumaví | Kompassrose, die auf Nachbargemeinden zeigt | Bohdalovice |
|                  | Frymburk nad Vltavou                        | Malšín      |

## Geschichte

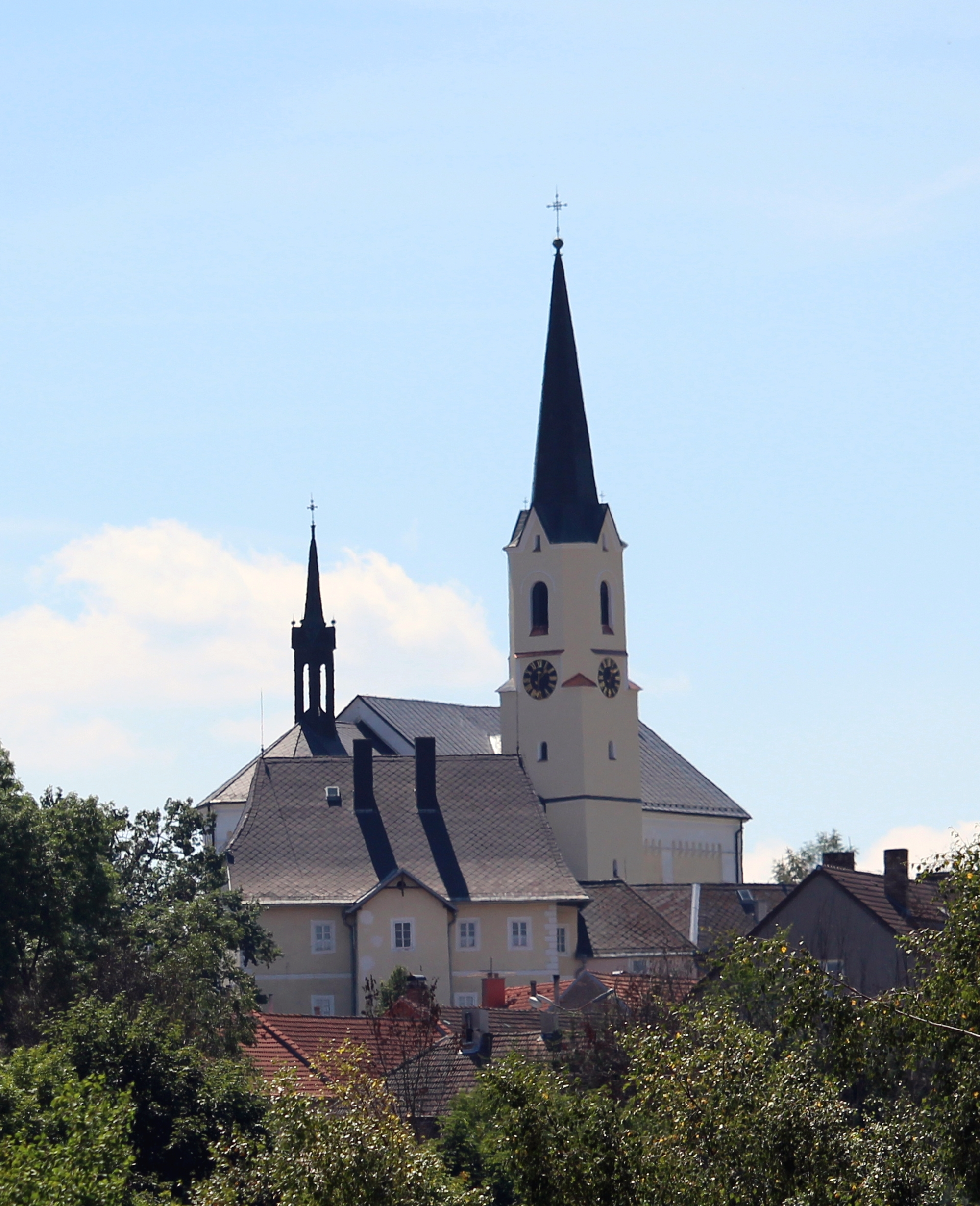
St.-Jakobs-Kirche

Das Dorf wurde erstmals 1258 (vor dem 16. Juni) erwähnt, als Witiko von Krumau die Kirche in „Lichtenwerd“ mit drei Höfen sowie dem Dorf Pfaffenschlag (Bobovec) für zugefügte Schäden und zu seinem eigenen Seelenheil dem Stift Schlägl übertrug. Damit war Lichtenwerd/Kirchschlag eine der ältesten Pfarreien des Stifts. Durch die kirchliche Zugehörigkeit zum Stift und die weltliche Zugehörigkeit zur Herrschaft Krumau haben sich über den Ort zahlreiche Urkunden in den jeweiligen Archiven erhalten:
- Am 6. Juni 1283 bestätigten Witikos Söhne Heinrich und Wok in einer in Schlägl ausgefertigten Urkunde die Schenkung ihres Vaters, wobei Lichtenwerd bereits als „Kirchschlag“ bezeichnet wurde.
- 1291 vermehrte Dominik von Passern (Pasovary) das Stiftungsvermögen der Kirche um den dritten Teil des Zehnts aus Passern, und auch Dominik von Zippendorf übertrug ihr im selben Jahr den dritten Teil seines Zehnts aus Zippendorf.
- Am 9. Mai 1300 bestätigte Ulrich von Weichseln (Oldřich z Vyšný), der den Markt Kirchschlag (forum in Kirchslag) gekauft hat, dem Stift Schlägl die Schenkung Woks von Krumau.
- Im selben Jahr vermehrte am 1. Juli Dominik von Passern seine Stiftung aus dem Jahre 1291 für die Kirchschläger Kirche um jährlich 110 Wiener Groschen aus dem Betrieb seiner Mühle beim Waldteich.

Nach dem Tod Woks II. von Krumau fielen die Besitzungen des ehemals witigonischen Familienzweiges der Herren von Krumau als erledigtes Lehen an den böhmischen König Wenzel II. Er übereignete sie mit einer am 8. April 1302 in Brünn ausgestellten Urkunde seinem Oberstkämmerer Heinrich I. von Rosenberg aus dem ebenfalls witigonischen Familienzweig der Rosenberger. Dieser verlegte nachfolgend seine Residenz von der Burg Rosenberg auf die Burg Krumau, die bis 1602 im Besitz der Rosenberger verblieb. Aus der Zeit nach 1302 haben sich über Kirchschlag u. a. folgende Urkunden erhalten:
- Ende des Jahres 1307 bestätigte der Prager Bischof Johann IV. von Dražice dem Kloster Schlägl die Schenkung der Kirche in „Lichtenwerd“, die zum Bistum Prag gehörte (... ecclesiam in Lichtenwerdi, nostre dyocesis ...).
- Am 23. Januar 1312 stiftete mit einer in Passauerschlag (Pasovary) ausgestellten Urkunde Nikolaus von Passauerschlag der St.-Jakobs-Kirche in Kirchschlag den Zehnt aus seinem Dorf Dworzatschlag (vermutlich Dvořetín).
- Am 8. September 1347 bestätigte Peter I. von Rosenberg dem Stift Schlägl alle Stiftungen seiner Vorfahren, u. a. der Pfarrei Kirchschlag.
- Nachdem der bisherige Pfarrer Theoderich von Stafford Rektor (Altarist) von St. Cyrill und Method in Prag geworden war, ernannte die römische Kurie in Avignon am 27. April 1372 Bartholomäus von Rankov zum Pfarrer von Kirchschlag (Swyetlik).
- Wernher von Kirchschlag (Wernherus de Sweytlyk) verkaufte am 17. Juni 1389 dem Ulrich I. von Rosenberg zwei zinspflichtige Höfe im Dorf Kirchschlag.
- Mit einer von Heinrich III. von Rosenberg bezeugten Urkunde stiftete der Kirschlägler Pfarrer Bartholomäus de Rankov am 2. Dezember 1396 für sein Seelenheil 84 Schock Prager Groschen, die für eine gesungene Frühmesse in der Pfarrkirche von Krumau bestimmt waren.
- Nach dem Tod des Pfarrers Bartholomäus wurde zu dessen Nachfolger am 26. Mai 1403 auf Vorschlag des Schlägler Propstes Diepold der Chorherr des Mühlhausener Klosters Prziecho ernannt.
- Papst Bonifatius IX. beauftragte am 16. September 1403 den Břevnover Abt Divíš, die Ernennung des Pfarrers Prziecho zu bestätigen.
- Mit einer tschechisch verfassten Urkunde vom 25. November 1445 stifteten die Brüder Peter und Wenzel auf den Hof Jacob des Mälzers einen Jahrtag für ihren Vater Leonhard und dessen Vorfahren, der in der Kirche von Kirchschlag (Swietlyk) abgehalten werden sollte.
- Der Schlägler Propst Johannes schenkte am 11. Mai 1486 die Einkünfte der Pfarrei Kirchschlag seinem Konvent und verpflichtete diesen gleichzeitig zur Abhaltung eines Jahrtags.

Im Jahre 1423 wurde die Kirchschlag von den Hussiten geplündert und niedergebrannt. Bis zur Aufhebung der Patrimonialherrschaft blieb Kirchschlag mit der Herrschaft Krumau verbunden.
Zur ehemaligen Pfarrei Kirchschlag gehörten die Pfarrdörfer Pfaffenschlag, Passern, Großuretschlag, Hohenschlag, Kleinuretschschlag, Großdrosen, Reith, Bocksberg, Friedrichsau und Oggold am Wald. Kirchschlag bildete ab der Mitte des 19. Jahrhunderts eine Gemeinde die zum Gerichtsbezirk Krumau im Bezirk Krumau gehörte.

### Schule
Die Schule von Světlík wurde bereits 1567 erstmals erwähnt. Im Jänner 1860 wurde der Neubau der Schule fertiggestellt. 1899 wurde das Schulgebäude auf fünf Klassen erweitert. Im Jahr 2003 wurden Schule und Kindergarten wegen zu geringer Kinderzahl geschlossen. Das Schulgebäude wurde verkauft und in ein Appartementhaus umgebaut.

## Sehenswürdigkeiten
- Die Pfarrkirche St. Jakob des Älteren stammt ursprünglich aus dem 13. Jahrhundert. Sie wurde 1872–1874 unter dem Schlägler Abt Dominik Lebschy im Stil der Neuromanik neu errichtet. Die Inneneinrichtung schuf der Linzer Bildhauer Engelbert Westreicher[5].
- Ruine der 1905 abgebrannten Feste Pasovary[6]